# Krab i Joanna
Krab i Joanna – polski film obyczajowy z 1980 roku na podstawie powieści Lesława Furmagi.

## Obsada
- Jan Nowicki − Zygmunt Brzeziński, technolog na „Rybaku Morskim”
- Liliana Głąbczyńska − Joanna, partnerka Zygmunta
- Jerzy Kamas − Teodor Gaćpa, pierwszy oficer na „Rybaku Morskim”
- Leon Niemczyk − Cezary, kapitan „Rybaka Morskiego”
- Jerzy Nowak − Grzegorz Zaruba
- Laura Łącz − Danka
- Marian Cebulski − Wojtek Steś
- Eugeniusz Kamiński − Tracz
- Piotr Krasicki(inne języki) − Kazik
- Lech Sołuba − Liwut
- Wiesław Zanowicz(inne języki) − Piotr Raksa
- Hanna Orsztynowicz − Iza
- Kazimierz Tarnas − radiooficer Stefan

## Zdjęcia
- Świnoujście, Hiszpania (Las Palmas de Gran Canaria), Dania (zamek Kronborg w Helsingør, cieśnina Sund)